# Marina Silva
María Osmarina Marina Silva Vaz de Lima, conocida como Marina Silva (Rio Branco, 8 de febrero de 1958), es una política, ecologista y pedagoga brasileña, afiliada a la Red de Sostenibilidad (REDE), partido que ella misma fundó en 2013. Es la actual Ministra de Medio Ambiente y Cambio Climático en el tercer gobierno de Lula Da Silva.
A lo largo de su carrera política, ocupó los cargos de Senadora de la República de 1995 a 2003 y 2008 a 2011 y Ministra de Medio Ambiente de 2003 a 2008, además de postularse en 2010, 2014 y 2018 para la Presidencia de Brasil.

## Biografía
Marina nació el 8 de febrero de 1958 en la ciudad de Rio Branco, capital del estado de Acre, pero vivió toda su infancia en una aldea de seringueiros llamada Breu Velho, en el Seringal Bagaço, a 70 km de Rio Branco. 
Sus padres, Pedro Augusto y María Augusta, tuvieron 11 hijos, de los que tres fallecieron, dos de ellos a causa de la malaria.
En su infancia trabajó en el campo junto con sus hermanas, pasando luego a la recolección de caucho. Cazaba, pescaba, y por fin ayudó a su padre a cancelar las deudas con el dueño del cultivo de caucho. A los catorce años aprendió las cuatro operaciones básicas de matemática, pues donde vivía no había escuelas. 
Tras ser alfabetizada y recibir la enseñanza básica, en 1981 se matriculó en la Universidad Federal de Acre. Fue en la universidad que descubrió el marxismo, y en 1985 se afilió al Partido Revolucionario Comunista, considerado semiclandestino por los militares. Fue vicecoordinadora de la CUT en Acre, de 1984 a 1986.
Inició su carrera política como concejal en el municipio de Rio Branco, en Acre, en 1988. Dejó la Iglesia católica y es miembro del grupo evangélico Asambleas de Dios.
Como activista ambientalista, fue compañera de lucha de Chico Mendes, y con él fundó la filial de la Central Única de Trabajadores de Brasil (CUT) en Acre en 1985. También en este año se hizo miembro del Partido de los Trabajadores (PT). El año siguiente, se hizo candidata a diputada federal, pero no logró ganar la elección. Como concejal de Acre, causó una controversia, devolviendo beneficios financieros que los demás concejales recibieron. Con estas acciones se crearon muchos opositores políticos, sin embargo su popularidad creció.
En 1990, fue elegida diputada estatal. Se puede decir que es una de las principales voces del Amazonas, pues fue responsable por varios proyectos, entre ellos el de la regulación del acceso a los recursos de biodiversidad.
En 1994 fue elegida Senadora de la República, representante del estado de Acre, por el Partido de los Trabajadores, con la mayor votación, enfrentó una tradición de victoria exclusiva de exgobernadores y grandes empresarios.
Fue secretaria Nacional de Medio Ambiente y Desarrollo del Partido de los Trabajadores de 1995 a 1997.
En 2003, el presidente de Brasil Luiz Inácio Lula da Silva la nombró Ministra del Ambiente. La deforestación disminuye drásticamente durante este periodo. Renunció en 2008 por sus diferencias en políticas ambientales con Dilma Rousseff entonces titular de la cartera de Minas y Energía. Su dimisión la impulso internacionalmente como defensora ambiental obteniendo numerosos premios y reconocimientos.
Abandonó el PT y tras un corto periodo en el Partido Socialista de Brasil fundó REDE, un partido que se define como "ambientalista, progresista y socialdemócrata".
En 2022, al postularse como candidata del partido Red de Sostenibilidad en federación con el Partido Socialismo y Libertad, fue elegida diputada federal por el estado de São Paulo, siendo la 12.ª candidata más votada en el estado para ese cargo.

## Candidaturas presidenciales
Dimitió en 2008, y en agosto de 2009 abandonó el Partido de los Trabajadores (PT) para ingresar en el Partido Verde (PV), por el cual se ha convertido en la primera candidata mujer, de minoría étnica (zambo) y pentecostal a la presidencia de Brasil en las Elecciones generales de Brasil de 2010. Aunque no llegó a la segunda vuelta electoral, Marina Silva logró el 19,33% de los votos, superior al estimado por las encuestas de intención de voto, que preveían que la ambientalista llegaría solamente a alrededor del 14% de los votos.
Eduardo Campos, anunció en octubre de 2013, la alianza programática con la Red Sostenibilidad, de Marina Silva, que tuvo el pedido de su nuevo partido negado por el Tribunal Superior Electoral (TSE). 
En abril de 2014 fue  anunciada la precandidatura de Eduardo Campos a la presidencia de Brasil, con Marina Silva como vicepresidente. Sin embargo, en agosto de 2014, Eduardo Campos y su equipo de campaña fallecieron en un trágico accidente aéreo y  Marina Silva lo sustituyó como candidata presidencial.
Fue candidata a la Presidencia del Brasil en la elección de 2014, pero fue eliminada el 5 de octubre, cuando con el 21,32% de los votos no superó la primera ronda electoral.
En agosto de 2018 fue elegida por la Rede Sustentabilidade (Red de Sostenibilidad) como candidata presidencial haciendo tandem con Eduardo Jorge Martins del Partido Verde como aspirante a vicepresidente. Después de la primera ronda electoral, ocupó el octavo lugar con 1,00% de los votos, su peor resultado en las elecciones presidenciales.

## Desempeño electoral
|  | 2.33 % |

|  | 1.71 % |

|  | 2.53 % |

|  | 21.39 % |

|  | 32.29 % |

|  | 19.33 % |

|  | 21.32 % |

|  | 1.00 % |

|  | 1.00 % |

## Premios y reconocimientos
- En 1996 recibió el Premio Goldmann de Medio Ambiente para América Latina y el Caribe en los Estados Unidos.
- En 2012, y en reconocimiento a su labor, fue una de las ocho personas encargadas de portar la bandera olímpica durante la ceremonia inaugural de los Juegos Olímpicos de Londres.